# Шахта «Цольферайн»
Шахта Цольферайн (нім. Zeche Zollverein, в перекладі з німецької «Цольферайн» — «Митна спілка») — недіюча кам'яновугільна шахта у місті Ессен (федеральна земля Північний Рейн-Вестфалія).

## Опис
Шахта Цольферайн була однією з найбільших і найпродуктивніших шахт Рурського регіону. З 2001 року шахта Цольферайн є об'єктом Світової спадщини ЮНЕСКО за критеріями II (об'єкт свідчить про значний взаємовплив людських цінностей в даний період часу або в певному культурному просторі, в архітектурі або в технологіях, в монументальному мистецтві, в плануванні міст або створенні ландшафтів) і III (об'єкт є унікальним або принаймні винятковим для культурної традиції або цивілізації, яка існує досі або вже зникла). Також споруди шахти Цольферайн входять до складу європейського проекту «Європейський шлях індустріальної культури».

## Розміщення

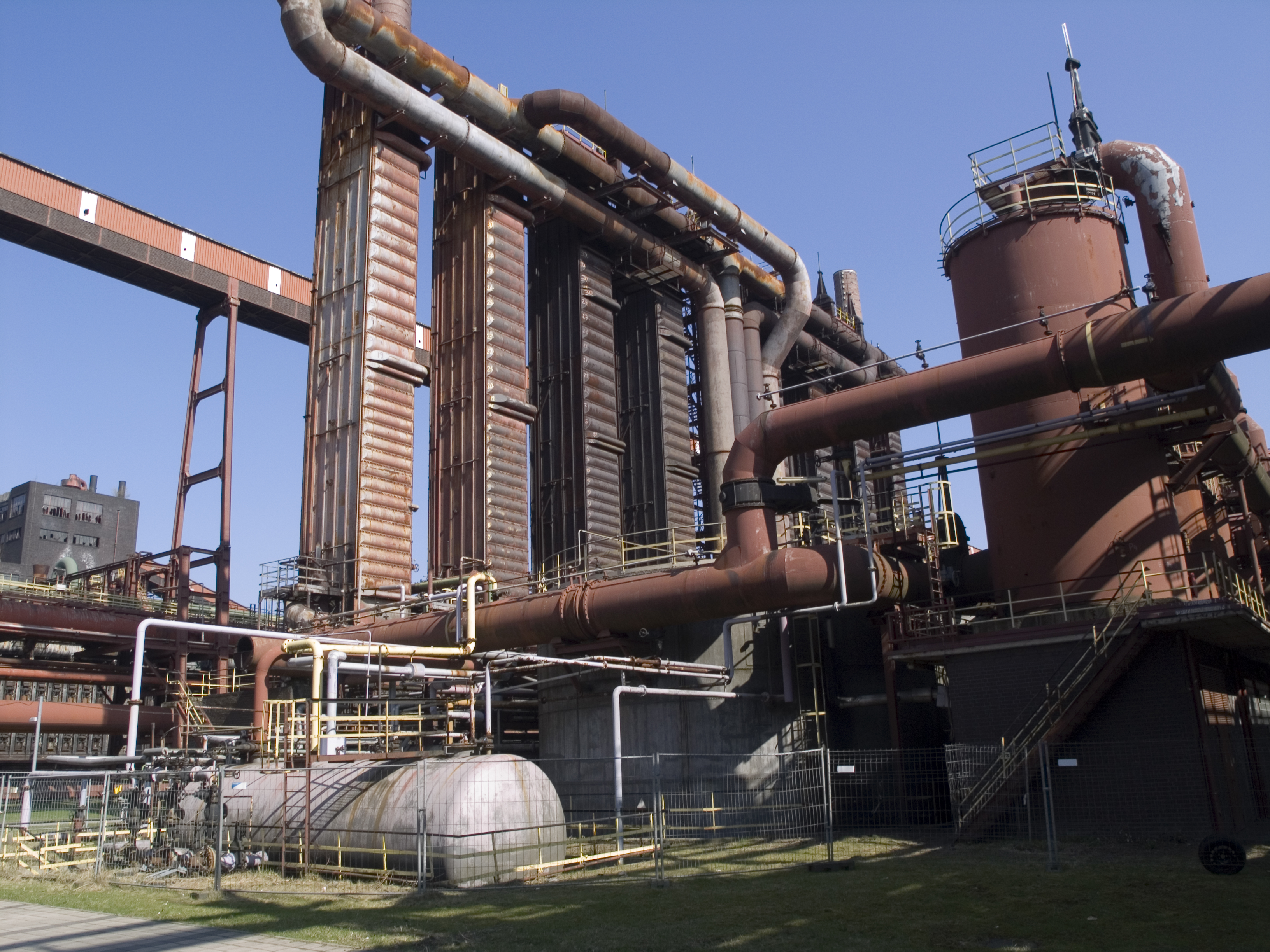
Коксовий завод

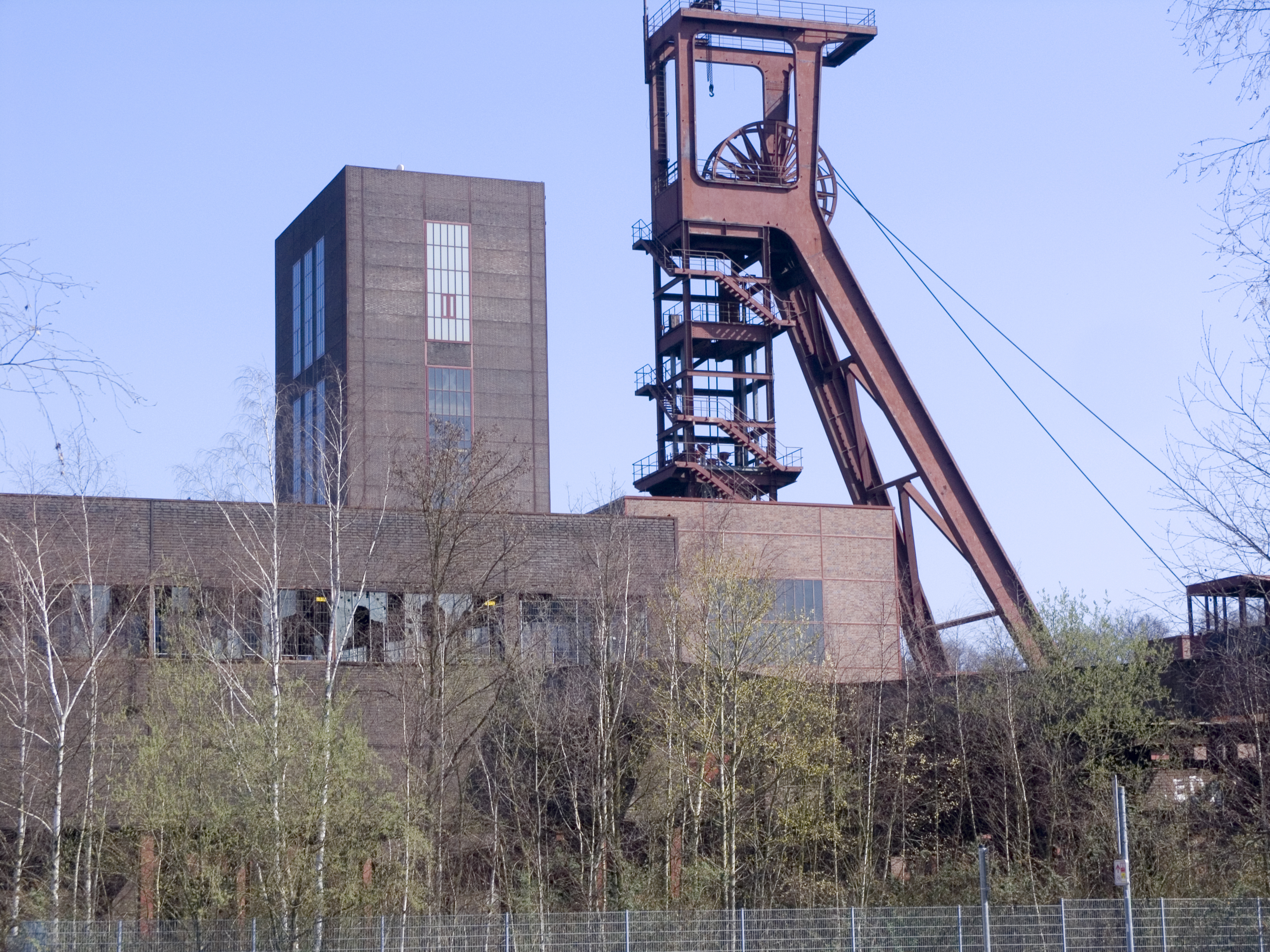
Шахта № 1/2/8

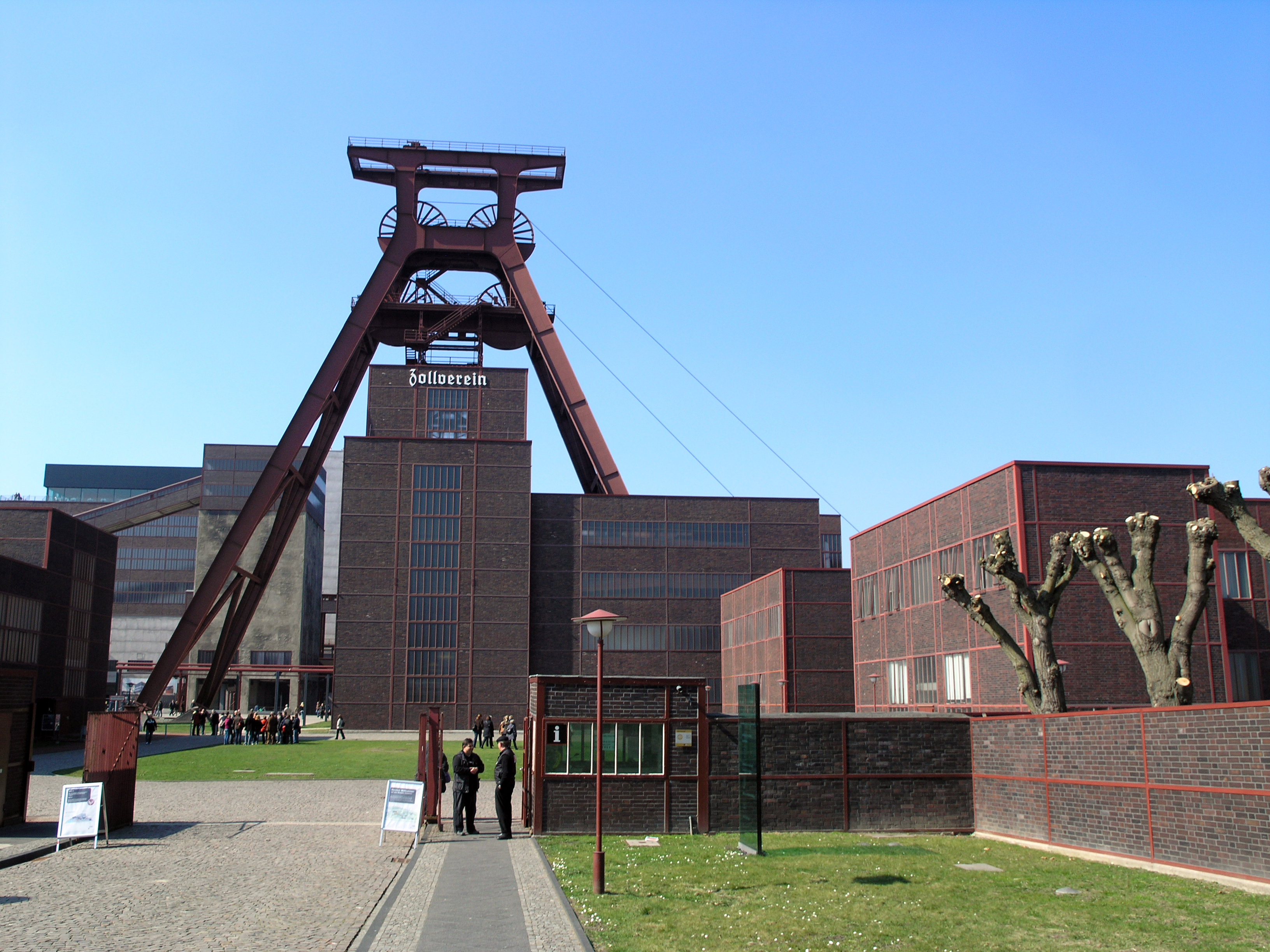
Шахта № 12

Основна територія шахти Цольферайн (шахти № 1/2/8 і № 12) розташована на межі північно-східних районів Ессена — Штоппенберг, Катернберг і Шоннебек і обмежена вулицями Штрасен-Арендальс-Візе, Фріц-Шупп-Алле, Гельзенкірхенер-штрасе і Гальденштрасе. Головний вхід розташований на вулиці Гельзенкірхенер-штрасе.
Територія шахт № 3/7/10 розташована в районі Шоннебек приблизно за 1 км на схід від основної території.
Територія шахт № 4/5/11 лежить за 2 км північніше основної території в районі Катернберг.
Територія шахт № 6/9 розташовувалась за 1 км на південь від основної території між вулицями Гельзенкірхенер-штрасе і Галлоштрасе. Усі споруди шахт № 6 / 9 були знесені у 1979 році і зараз на місці цих шахт росте ліс.
Терикони шахт Цольферайн розташовуються в районі Катернберг і в місті Гельзенкірхен.

## Історія

### Рання історія (1834—1890 роки)
Історія шахти Цольферайн починається в 30-ті роки XIX століття, коли німецький підприємець Йоганн Франц Ганіль зайнявся пошуком родовища коксового вугілля для своїх підприємств сталеливарного виробництва. Перший шурф в Мергелева порода був пробитий в 1834 році в Шенебеку. Особливо багатий вугільний пласт був знайдений в Катернберзі на глибині 130 м. В 1847 році Франц Ганіль засновує підприємство «Шахта Цольферайн», названа за іменем заснованого 1 січня 1834 року Німецького митного союзу. Акції створеного підприємства Франц Ганіль розповсюдив серед членів своєї сім'ї.
У виборі місця для шахти свою роль зіграло також те, що в тому ж 1847 році була відкрита гілка залізниці Кельн-Мінденер, що проходить трохи північніше від території шахти, що гарантувало зручність транспортування видобутого вугілля.
Роботи зі створення шахти № 1 почалися 18 лютого 1847 року під керівництвом гірничого інженера Йозефа Ертгена, ім'я якого зараз носить одна з вулиць в Катернберзі. Видобуток вугілля почався в 1851 році. В 1849 р. розпочалися роботи зі створення шахти № 2, видобуток вугілля в якій почався в 1852 році. Шурфи обох шахт були обладнані за принципом вежі Малакова.
В 1857 р. були запущені перші печі для коксування кам'яного вугілля, що поклало початок створенню коксового заводу. В 1866 році був запущений в експлуатацію новий коксовий завод, оснащений сучасним обладнанням.
В 1880 р. почала будуватися шахта № 3 в Шоннебеку, перше вугілля вона дала в 1883 році. В 1890 р. всі три шахти Цольферайн дали загальну річний видобуток у розмірі 1 млн тонн вугілля, що стало абсолютним рекордом серед німецьких шахт того часу.

### Історія шахти Цольферайн до кінця Німецької імперії (1890—1918 роки)
В період з 1891 по 1896 рік були запущені в експлуатацію шахти № 4 та № 5 в Катернберзі. При цих шахтах відразу ж був побудований сучасний коксовий завод.
Всі перші роки експлуатації шахти мали серйозні проблеми з вентиляцією. Після декількох аварій, викликаних загорянням рудникового газу, у всіх шахтах стали створювати додаткові вентиляційні шурфи. З 1897 по 1899 роки такі шурфи пробили на шахтах № 3 та № 7. З 1897 по 1900 роки — в шахтах № 1, 2 і 8. З 1903 по 1905 — в шахтах № 6 та 9.
В 1909 році були поглиблені і створені нові підйомні стовбури на шахтах № 3 і 7. Після запуску в експлуатацію шахти № 10 в 1914 році був зданий в експлуатацію новий коксовий завод.
На початок Першої світової війни видобуток вугілля на шахті Цольферайн досягав 2,5 млн тонн на рік.

### Шахта Цольферайн в 1918—1932 роках
З моменту свого заснування шахта Цольферайн перебувала у власності родини Ганіль, але в 1920 році вона передається компанії Phoenix AG. Phoenix AG приступає до повномасштабного відновлення і переоснащення шахти. Шахта № 2 отримує транспортерну естакаду. Повністю оновлюються шахти № 4 та № 5. Здається в експлуатацію шахта № 11. В 1927 р. шахти № 4 і № 11 оснащуються транспортерними естакадами, при шахтах № 4,5,11 будується новий коксовий завод.
Після входження в 1926 році Phoenix AG до складу корпорації Vereinigte Stahlwerke шахта Цольферайн передається до складу гірничодобувного підприємства Gelsenkirchener Bergwerks -AG міста Гельзенкірхен.
В 1928 р. запускається в експлуатацію шахта № 12. Шахта № 12 вважалася найбільш технічно досконалою шахтою у світі. Сумарний видобуток вугілля зріс до 12 тис. тонн на добу. Побудована в 1930 році транспортерна естакада стала зразком для багатьох пізніше будувалися конвеєрних систем.

### Шахта Цольферайн в 1932—1968 роках

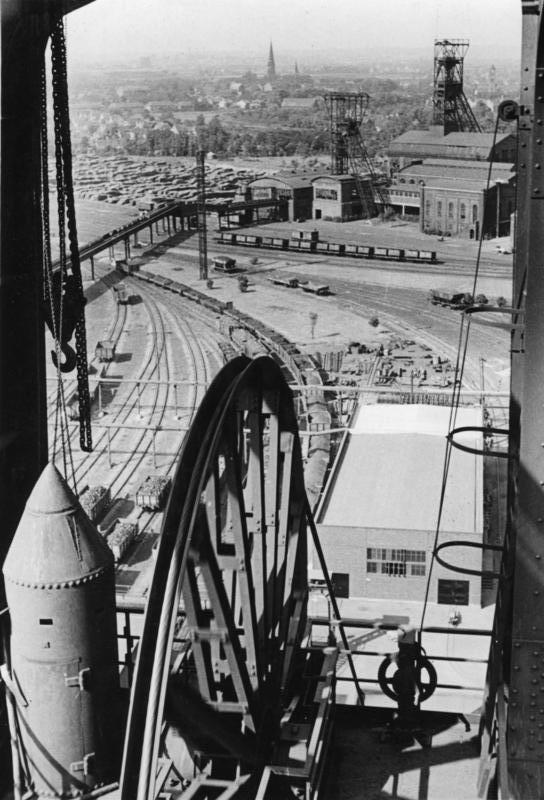
Шахта Цольферайн в 1949 році

В 1937 видобуток досягає рекордних 3,6 млн тонн вугілля на рік, на шахті працює 6900 працівників. Новий коксовий завод при шахті 1/2/8 з 54 коксувальними печами виробляв щороку 200.000 тонн коксу.

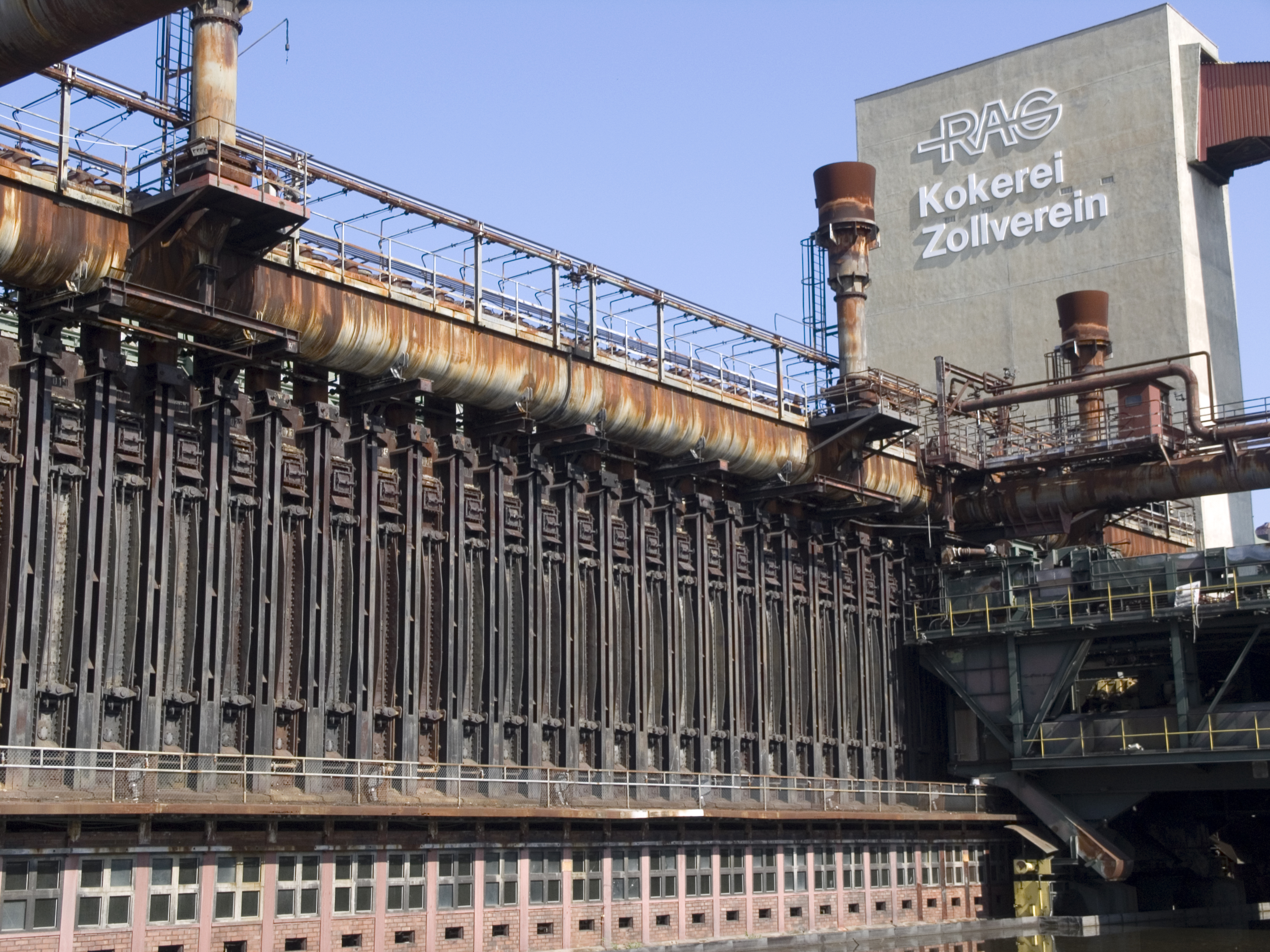
Коксувальні печі нового коксового заводу

Шахта Цольферайн не понесла серйозних ушкоджень під час Другої світової війни. В 1953 видобуток вугілля знову зріс до 2,4 млн тонн на рік, внаслідок чого шахта Цольферайн зайняла провідне місце серед усіх західнонімецьких кам'яновугільних шахт.
Після передачі у відання компанії Rheinelbe Bergbau AG шахта Цольферайн пережила новий період модернізацій і удосконалень. З 1960 по 1968 рік відбувається повне оновлення шахт 1/2/8 під керівництвом архітектора Фріца Шуппа. З 1961 року працює новий коксовий завод з 192 коксувальними печами в західній частині території шахти. Цей завод, що виробляє 10.000 тонн коксу на добу, довгий час вважався найсучаснішим і найпродуктивнішим коксовим заводом Європи.
Після вугільного кризи виникають труднощі збуту, у зв'язку з чим в 60-ті роки одна за одною закриваються вугільні шахти. Першою в 1962 році закрилася шахта № 4, а вже до 1967 року видобуток тривав тільки в шахті № 12.
В 1968 р. шахта Цольферайн передається гірничодобувній компанії Ruhrkohle AG.

### Останні роки (1968—1986 роки)
У 70-ті роки видобуток шахти Цольферайн становить 3 млн тонн вугілля на рік. Починаючи з 1980 року в зв'язку з зубожінням вугільних пластів південні і східні напрями видобутку вугілля закидаються, всі зусилля зосереджуються на північному напрямку. В 1982 році відбувається з'єднання шахти Цольферайн з шахтою «Нордштерн» в Гельзенкірхені.
23 грудня 1986 року приймається рішення про повне закриття шахти Цольферайн. Коксовий завод функціонував ще до 30 червня 1993 року. При цьому було прийнято рішення про збереження споруд шахт 12, 1/2/8 і 3/10 як пам'ятника індустріальної культури.

## Шахта Цольферайн сьогодні
14 грудня 2001 року шахта Цольферайн була включена в список Світової спадщини ЮНЕСКО.
Сьогодні шахта Цольферайн — це культурний і творчий центр Ессена, тематична станція регіонального проекту «Шлях індустріальної культури» Рурського регіону. Тут можна відвідати музей «Дорога вугілля», музей Рурського регіону, дизайн-центр Північного Рейну-Вестфалії, музей кераміки «Margaretenhöh». У колишньому коксовому заводі розміщена виставка сучасного мистецтва, там же знаходиться постійно діюча виставка «Палац проектів Іллі Кабакова».